# Florence Cestac
Florence Cestac, född 18 juli 1949 i Pont-Audemer (Eure) är en fransk serieskapare. Hon är i Frankrike bland annat känd via Harry Mickson, Les Déblok  och Le Démon de midi, den senare bearbetad till teaterpjäs och film.
Cestac var medgrundare av serieförlaget Futuropolis. År 2000 mottog hon Grand prix de la ville d'Angoulême.

## Biografi
Florence Cestacs skolgång på 1950-talet skedde på en katolsk skola i Normandie.
Efter en del illustrationsuppdrag för olika tidningar tog Cestac 1972 tillsammans med sin make Étienne Robial över bokhandeln Futuropolis. Den skulle från 1975 utvecklas till förlaget med samma namn.
Som serieskapare har Cestac varit medarbetare på serietidningar som L'Écho des Savanes, Charlie Mensuel, Pilote och Ah! Nana. Hennes serieproduktion, vilken bland annat innehåller deckarparodin Harry Mickson och Edmond François Ratier, har även kommit ut i bokform hos Futuropolis. För förlaget har hon även illustrerat Louis Pergauds La Guerres des Boutons. Hon mottog 1989 Alph-Art humour-priset vid seriefestivalen i Angoulême för Harry Mickson-äventyret Les Vieux copains plein de pépins.
1994 lades Futuropolis definitivt i malpåse av förlagets nya ägare Gallimard. Cestac skapade därefter Les Déblok i Le Journal de Mickey, en serie som samlas i album hos Dargaud. Hos Dargaud startade hon även serien Cestac pour les grands, inledd med Le Démon de midi som senare bearbetades till både teaterpjäs och film (La Vie en rose respektive Du Sable dans le maillot).
Cestac har en personlig stil med enkelt tecknade figurer och slagkraftiga äventyrsparodier. De stora framgångarna har dock först kommit på senare år, via vuxenserier som Le Démon de midi. 2000 fick hon Grand prix de la ville d'Angoulême som första och hittills enda kvinna.

### Illustrationer
- Cauchemar matinal, med Jean-Luc Cochet, Futuropolis, 1984
- La Guerre des boutons, med Louis Pergaud, Futuropolis, 1990
- Mystère à Saint-Antoine, (med Jean-Luc Cochet), Nathan, 1992
- J'attends un chien, text av Marie-Ange Guillaume, Éditions Albin Michel, 1996
- Je veux pas divorcer, text av Dodo, Éditions du Seuil jeunesse, 1998
- Les Phrases assassines, texte : Véronique Ozanne, préface : Jean Teulé, éditions Verticales, 2001

### Seriealbum
- Harry Mickson nettoie ses pinceaux, Futuropolis, 1982.
- Mickson et les Gaspards, Futuropolis, 1985.
- Ma vie est un roman policier, Futuropolis, 1986.
- Le Chien coiffé, Futuropolis, 1986.
- Comment faire de la Bédé sans passer pour un pied-nickelé (text: Jean-Marc Thévenet), Futuropolis, 1988. ISBN 2-7376-2629-3
- Les Vieux copains pleins de pépins, Futuropolis, 1989.
- Quatre punaises au club, (med Dodo, Édith och Nathalie Roques), Éditions Albin Michel, 1995.
- Le Démon de midi ou Changement d'herbage réjouit les veaux, Dargaud, 1996. ISBN 2-205-04442-7
- Les Déblok (bild), med Nathali Roques (text), Dargaud :

1. Les Déblok font le printemps, 1997. ISBN 2-205-04600-4
2. Poilade de Déblok aux éclats de rire, 1997. ISBN 2-205-04613-6
3. Truffes et langues de chats à la Déblok, 1998. ISBN 2-205-04752-3
4. Déblokeries à la crème anglaise, 1999. ISBN 2-205-04864-3
5. Farandole de farces à la Déblok, 2000. ISBN 2-205-04983-6
6. Fines conserves Déblok façon boute-en-train, 2001. ISBN 2-205-05058-3
7. Turlupinades de la maison Déblok, 2002. ISBN 2-205-05229-2

- La Vie en rose ou L'Obsessionnelle poursuite du bonheur, Dargaud, 1998
- Du sable dans le maillot ou On est bien arrivés, il fait beau et les gens sont sympas, Dargaud, 1999
- Quatre punaises au club (med Nathalie Roques, Édith och Dodo), Albin Michel, coll. « L'Écho des savanes », 1995. ISBN 2-226-07831-2
- La Vie d'artiste sans s'emmêler les pinceaux sur les chemins détournés, Dargaud, 2002.
- Super catho (bild), med René Pétillon (text), Dargaud, 2004. ISBN 2-205-05477-5
- Le Poulpe t. 14 : Pieuvre à la Pouy (bild), avec Francis Mizio (text), 6 pieds sous terre, 2004. ISBN 2-910431-46-0
- Le Démon d'après midi…, Dargaud, 2005
- Vive la politique !, Dargaud, 2006
- Les Ados Laura et Ludo, Dargaud :

1. Laura et Ludo, 2006
2. Laura et Ludo 2, 2007
3. Laura et Ludo 3, 2008
4. Laura et Ludo 4, 2010.

- La Fée Kaca, Les Humanoïdes Associés, 2007
- La Véritable histoire de Futuropolis, Dargaud, 2007
- Je voudrais me suicider mais j'ai pas le temps (bild), med Jean Teulé (text), Dargaud, 2009. Biografi över Charlie Schlingo.
- Le Démon du soir ou la ménopause héroïque, Dargaud, 2013
- Un amour exemplaire, text av Daniel Pennac, Dargaud, 2015
- Filles des oiseaux, Dargaud

1. Filles des oiseaux (tome 1/2) 2016

## Utmärkelser
- 1989 – Alph-Art humour vid seriefestivalen i Angoulême, för Harry Mickson, t. 5
- 1997 – Alph-Art humour vid seriefestivalen i Angoulême, för Le Démon de midi[1]
- 2000 – Grand prix de la ville d'Angoulême
- 2014 – Grand Prix Saint-Michel